# Каскад двох ставків із водоохоронною зоною
Каскад двох ставків із водоохоронною зоною — комплексна пам'ятка природи місцевого значення. Об'єкт розташований на території Гуляйпільського району Запорізької області, на північ від села Комсомольське.
Площа — 5 га, статус отриманий у 1984 році.